# Adhemarius simera
Adhemarius simera är en fjärilsart som beskrevs av Lichy 1943. Adhemarius simera ingår i släktet Adhemarius och familjen svärmare. Inga underarter finns listade i Catalogue of Life.